# Sản lượng khoai tây ở Campuchia

Món Kuyteav khor ko với thành phần nguyên liệu có khoai tây

Sản lượng khoai tây ở Campuchia (Potato production in Cambodia) là việc trồng, thu hoạch, chế biến khoai tây ở Campuchia. Đóng góp của sản lượng khoai tây trong ngành nông nghiệp Campuchia truyền thống là không đáng kể. Với mức tiêu thụ khoai tây ngày càng tăng ở Campuchia, Chính phủ Campuchia đã bắt đầu khuyến khích nông dân sản xuất nhiều khoai tây hơn để áp ứng nhu cầu tiêu thụ.

## Lịch sử
Sản xuất khoai tây ở Campuchia trong lịch sử không đáng kể, do thực tế là loại cây này không được tìm thấy ở châu Á cho đến khi được nhập khẩu từ vùng Andes của Nam Mỹ bản địa vào những năm 1700. Khoai tây không phải là một phần không thể thiếu của ẩm thực Campuchia, và "triển vọng về món khoai tây nghiền, khoai tây nướng, khoai tây luộc hoặc khoai tây chiên dường như không có nhiều sức hút với người Campuchia" ngay cả ở các vùng nông thôn, những nơi khan hiếm lúa gạo thì khoai tây thường không được ăn nhiều. Khoai tây ở Campuchia được dùng để ăn vặt nhiều hơn là lương thực chính và việc ăn khoai tây thường phổ biến hơn ở các khu vực thành thị nơi có người nước ngoài với các món Âu-Mỹ. Các món khác như cari, súp hoặc khoai tây chiên thường là các món chính đi kèm khá phổ biến trong ẩm thực Campuchia. Món Kuyteav khor ko là món chế biến từ thịt bò hầm kết hợp với bún. Món này ảnh hưởng từ ẩm thực Pháp, gồm có khoai tây, cà rốt, và rau mùi, có thể ăn với bánh mì. Còn có món Num banhchok samlar kari là món bún ăn với súp cà ri Campuchia, bao gồm súp nghệ (sử dụng cà ri màu vàng) hoặc súp cà ri ớt (cà ri đỏ), kết hợp với thịt gà, bò, khoai tây, hành tây và cà rốt. 

## Dự án
Vào tháng 9 năm 2016, trung tâm nghiên cứu khoai tây đầu tiên ở Campuchia đã được khai trương. Trong một bài phát biểu vào tháng 9 năm 2016 tại lễ khai mạc trung tâm nghiên cứu khoai tây trị giá 200.000 đô la Mỹ ngay bên ngoài Đại học Nông nghiệp Hoàng gia ở Phnom Penh, Bộ trưởng Bộ Nông nghiệp Veng Sakhon đã nhấn mạnh tầm quan trọng ngày càng tăng của sản xuất khoai tây ở Campuchia rằng nhu cầu về khoai tây ở Vương quốc này đang tăng lên hàng năm, không chỉ do nhu cầu của khách du lịch nước ngoài mà còn từ nhu cầu của người dân địa phương. Như vậy, thị trường khoai tây đang tăng trưởng đáng kể. Campuchia đã chi 3,5 triệu USD phát triển giống khoai tây, kế hoạch hợp tác lai tạo và mua giống khoai tây trị giá 3,5 triệu USD với đối tác Hàn Quốc để sản xuất khoai tây ở tỉnh Mondulkiri để đi vào sản xuất lớn từ năm 2021.
Đây là trung tâm nghiên cứu khoai tây đầu tiên được xây dựng ở Campuchia, với sự hợp tác của Dự án Nông nghiệp Quốc tế Hàn Quốc (Korean Project of International Agriculture) của Cơ quan Hợp tác Quốc tế Hàn Quốc và Bộ Phát triển Nông thôn Campuchia. Vào tháng 3 năm 2017, sau khi thử nghiệm các giống khoai tây khác nhau từ các quốc gia bao gồm Peru, Hàn Quốc và Đức, đồng thời xác định những giống khoai tây phù hợp với khí hậu Campuchia, các nhà nghiên cứu từ trung tâm đã thông báo rằng tỉnh Mondulkiri phía đông Campuchia sẽ trở thành tỉnh của Campuchia. diện tích trồng khoai tây đầu tiên. Họ cũng dự đoán rằng khoai tây cuối cùng sẽ vượt qua lúa trở thành cây trồng quan trọng nhất của Campuchia. Thông báo này đã được đón nhận nồng nhiệt từ một số chủ nhà hàng, những người tin rằng việc tăng sản lượng khoai tây ở Campuchia sẽ làm giảm chi phí chung của họ. Ngoài ra, chi nhánh Hệ thống Nông nghiệp Thực phẩm Bền vững (SAS) của ASEAN đã sản xuất một sổ tay hướng dẫn trồng khoai tây Khmer cho nông dân địa phương.
Theo ngành nông nghiệp Campuchia thì tỉnh Mondulkiri (Mô-đun-ki-ri) là địa phương có điều kiện lý tưởng để canh tác khoai tây vì ở đây có khí hậu thuận lợi, hệ thống tài nguyên nước, đất đai và cơ sở hạ tầng đều phù hợp với loại cây lương thực này. Việc sản xuất khoai tây thành công ở trong nước sẽ làm giảm nhu cầu nhập khẩu rau củ từ các nước láng giềng vì mỗi năm Campuchia nhập khẩu khoảng trên 5.000 tấn khoai tây thương phẩm cho nhu cầu tiêu dùng trong nước. Trước đó, vào năm 2019 các chuyên gia nông nghiệp Hàn Quốc đã hỗ trợ trồng thử nghiệm khoai tây ở tỉnh Mondulkiri và cho năng suất khá tốt với 18 tấn/ha và với năng suất này nông dân Campuchia có thể thu lời từ 15.000 đến 17.000 USD cho mỗi vụ trồng trong vòng ba tháng.
Về khâu giống, hiện ở trong nước mới chỉ có trường Đại học Nông nghiệp Hoàng gia nghiên cứu, lai tạo thành công được một giống triển vọng lọt vào danh sách năm giống khoai tây thương phẩm được cấp phép có khả năng tạo ra năng suất cao và chống chịu với biến đổi khí hậu trong tương lai. Bốn giống khoai tây khác được ngành nông nghiệp Campuchia lựa chọn bao gồm: "Tornado" của Ireland; "Madeira" và "Coronada" nhập khẩu từ Đức và hai giống nổi tiếng "PO3" và "PO7" đều của Việt Nam. Các nghiên cứu đều cho kết quả, các giống khoai tây nhập khẩu trồng có chất lượng và năng suất tốt nhất là trong giai đoạn thời tiết lạnh, từ giữa tháng Chín cho tới tháng Một năm sau. Hiện điểm yếu nhất của nông dân Campuchia cần phải học tập chính là kỹ thuật để lưu trữ khoai tây giống, giữ nguồn cung cho tương lai cũng như cho các vụ tiếp theo.